# Front Mission
Pour les articles homonymes, voir front et Mission.
Front Mission (フロントミッション, Furonto Misshon en japonais) est une série de jeux vidéo de Tactical RPG produite par Square. La série a été créée par Toshiro Tsuchida et commença en 1995 au Japon par la sortie de Front Mission sur SNES.
La série est distribuée au Japon, et Amérique du Nord sur de nombreuses consoles, comme la Super Nintendo, le WonderSwan Color, la PlayStation, la PlayStation 2, et sur les PC avec Front Mission Online. En 2000, la série toucha l'Europe avec la sortie de Front Mission 3.
Elle se distingue par le fait que le joueur prend le contrôle de machines mécaniques, les Wanzers (de l'allemand Wanderung Panzer littéralement « Panzer marchant » ou « char d'assaut marchant ») et que l'action se passe dans notre monde dans un futur proche.

Le scénario de la série tourne autour des conflits militaires et de la tension politique entre les puissantes nations consolidées qui ont été formées pendant le XXIe et le XXIIe siècle.
Dans cette série, les Wanzers ont une place omniprésente, il en existe de tout type (forme humanoïde, araignée, aéroglisseur, etc.) et font en moyenne 6 mètres de haut pour un poids de 25 tonnes.

## Liste des jeux
La série principale :
- Front Mission (Super Famicom 1995, WonderSwan Color 2000, PlayStation, 2003, Nintendo DS, 2007, Nintendo Switch, 2022)
- Front Mission 2 (PlayStation, 1997)
- Front Mission 3 (PlayStation, 1999)
- Front Mission 4 (PlayStation 2, 2003)
- Front Mission 5: Scars of the War (PlayStation 2, 2005)
- Front Mission 2089 (Téléphone mobile 2005, Nintendo DS, 2008)

Les dérivés :
- Front Mission: Gun Hazard (Super Famicom, 1996)
- Front Mission Alternative (PlayStation, 1997)
- Front Mission Online (PC et PlayStation 2, 2005)
- Front Mission Evolved (PC, PlayStation 3 et Xbox 360, 2010)
- Left Alive (PC et Playstation 4, 2019)

Rééditions
En 2003, Front Mission sortie sur Super Famicom a vu ses graphismes améliorés et un scénario plus long. Cette réédition vit le jour sur la PlayStation sous le nom de Front Mission 1st. Quelques années plus tard, une nouvelle réédition est planifiée pour la dernière portable de Nintendo, la Nintendo DS.
Le jeu en ligne
Square Enix proposa en 2004 une bêta test d'un MMORPG utilisant le monde de Front Mission (plus précisément celui de Front Mission 2). Ce MMORPG destiné aux joueurs japonais se nomme Front Mission Online.

## Œuvres dérivées

### Manga
- FRONT MISSION 〜THE DRIVE〜（2005 - 2006)
- Front Mission Dog Life & Dog Style (2007)

## Les Wanzers
En 2020, Dr Randolf de l'université de Wallenstein, avec l'aide des chercheurs de Schnecker, présente une nouvelle théorie sur les muscles artificiels. L'USN a été le premier à montrer un intérêt pour ce nouveau mécanisme.

Le prototype WAW (Wanderung Wagen) a été établi conjointement par Schnecker et Diable. Les WAW ont commencé leurs services dans l'armée de l'USN lors des conflits en Afrique en 2034 (Front Mission Alternative).

Pour réduire les coûts initiaux de développement, la spécification MULS (Multi-Unit Link System, ou Système de Lien Multi-Unité) a été créée. La spécification MULS-P a eu comme conséquence la création de la machine connue sous le nom de Wanzer.

### Croissance
Du fait de la place importante qu'on les Wanzers de l'USN, l'EC et l'OCU adoptent également le Wanzer en 2040. Le développement des Wanzers s'est répandu, et, avec plus de 15 000 unités en service, le Wanzer est devenu l'arme principale des armées du monde.

Le Wanzer a prouvé son utilité pendant les 2 guerres de Huffman (Front Mission). L'USN et l'OCU ont été les premiers à employer les Wanzers lors de leurs affrontements, changeant nettement les tactiques des batailles au sol.

Avec la fin des guerres de Huffman, l'utilisation des Wanzers a augmenté brusquement.

### Évolution
Au cours des 90 ans depuis la création du premier Wanzer, les perpétuelles améliorations ont rendu la machine proche de la perfection.

Mais le développement ne s'arrête pas ici, Schnecker continue ses recherches sur le développement du Wanzer pour satisfaire les besoins de la défense du monde.

## Puissances politiques principales

### Oceania Community Union (OCU)
Comprend les nouvelles nations du Japon, de l'Australie, le Sud-Est asiatique comprenant les Philippines et un certain nombre d'îles du Pacifiques. L’OCU est en conflit permanent portant sur l'ampleur de leurs possessions des îles du Pacifique, continuellement contestées par l'USN.
Le Bangladesh (renommé bien après en "la République populaire d'Alordesh") était un pays membre de l'OCU, mais quitta celle-ci lors de certains événements de Front Mission 2.

Même après avoir rejoints officiellement l'OCU en 2094, le statut économique déjà stagnant d'Alordesh ne s'est pas amélioré. Amenant à une grave dépression, l'armée du pays prend le nom de "The Revolutionary Army" et déclare son indépendance à l'OCU en 2102, prétextant que cette organisation exploitait ses ressources.
Depuis les événements d'Alordesh qui amena à plusieurs guerres civiles et coups d’État, la plupart des pays membres de l'OCU durent lutter pour maintenir l'organisation en place. L'OCU aspira à disparaître lorsque le Japon fut touché par un coup d’État. Heureusement, ceci s'arrêta lorsque le DHZ envahit la ville d'Okinawa, Ocean City.

### United States of the New Continent (USN)
L'Amérique du Nord et l'Amérique du Sud consolidées dans une super-nation simple.

L’USN est souvent en désaccord avec l'OCU à propos des problèmes avec les îles du Pacifique. Il y a une grande disparité de qualité de vie dans tout l'USN, ce qui amena à un mécontentement général et à la rébellion de plusieurs États membres.
L'USN changea de nom lors de la version anglaise de Front Mission 4, celui-ci devient l'UCS (United Continental States).

### European Commonwealth (EC)
Une nouvelle Union européenne avec un commandement plus centralisé (tous les pays de l'UE ont la parole). Les États membres maintiennent toujours leurs propres forces militaires, cependant, les affaires étrangères extra-EC sont régies par l'Assemblée de l'EC à Paris, en France.

L'EC comprend également plusieurs groupes de recherche. Un de ces derniers nommé "the UK-based EC Armor Tactics Research Corps, Durandal" est l'un des centres dont le joueur en entendra souvent parler dans Front Mission 4.

### African Community (OAC)
Une nation regroupant tous les pays de l'Afrique.

### République de Zaftra
Comprenant la Russie occidentale, Zaftra est une puissance en régression, particulièrement à cause de l'autosuffisance de l'EC lors de la découverte de plusieurs ressources en Pologne.

Dans Front Mission, la République de Zaftra fonda le PMO (Peace Meditation Organization) comme étant une organisation servant à établir et maintenir le contrôle de l'île de Huffman, avec la cruelle intention d'exploiter les gens et les ressources.
Zaftra servira d'antagoniste dans Front Mission 4.

### République populaire de Da Han Zhong (DHZ)
La République populaire de Chine après un changement de nom en 2111 (plus l'absorption de la Taïwan). Une partie du scénario de Front Mission 3 a lieu ici.

La création de la République populaire de Da Han Zhong a été, au début, une parcelle de terrain conquise par Jie Bo Lao. Ce qui amena celui-ci à gagner en puissance, ce fut la première étape de ses plans pour la domination du monde.
En XX/XX/2112, après la mort du président Bai, le vice-président Ming Huang Jiu devait devenir le nouveau chef, mais son assistant, Jie Bo Lao, ordonna secrètement à la Rapid Reaction Force d'abattre son avion pendant un vol de routine. Le seul survivant de la tentative d'assassinat fut son fils, Kwang Ming.

Bien après, Jie Bo Lao, devenu président, favorisa la politique du pays et changea son nom. Dans un changement des politiques du marché libre, toutes les industries ont été nationalisées pour créer la "National Corporation".
Le président Jie tua n'importe qui se trouvant sur son chemin. Ainsi le peuple souffrira considérablement sous l'oppression de son gouvernement. Ceci amena à la création d'une faction interne de résistance appelée Hua Lian Rebels. Bien que sous-équipé et dépassé en nombre par l'armée de Changli, les rebelles de Hua Lian cherchent à mettre un terme à la dictature de Jie Bo Lao à n'importe quel prix.
Les rebelles de Hua Lian, comme les Mujahideens d'Afghanistan, sont armés et financés par l'USN.

## Chronologie du monde deFront Mission
- An 2005 - Unification de l'Europe sous le nom de l'EC (European Commonwealth).
- An 2020 - l'USN (United States of the New Continent) est établi. L'Amérique du Nord et l'Amérique du Sud devenu une seule nation.
- An 2024 - Projet "Orbital Lift" lancé.
- An 2026 - Les pays asiatiques établissent l'OCU (Oceania Community Union), visant l'indépendance économique.
- An 2034 - Front Mission Alternative - Plusieurs attaques terroristes en Afrique. Utilisation des prototypes des Wanzers, WAW.
- An 2070 - Premier conflit de Huffman.
- An 2090 - Front Mission - Deuxième conflit de Huffman.
- An 2094 - Le Bangladesh entre officiellement dans l'OCU. Le pays change son nom en "la République populaire d'Alordesh".
- An 2102 - Front Mission 2 - La République populaire d'Alordesh est frappée par la pauvreté. Déplorant la situation difficile de la patrie, les soldats de l'armée se révoltent. Ils déclarent leur indépendance à l'OCU, prenant le nom de "The Revolutionary Army".
- An 2111 - La République populaire de Chine absorbe la Taïwan et change de nom, elle devient la République populaire de Da Han Zhong (DHZ)
- An 2112 - Front Mission 3 - Explosion mystérieuse à la base militaire de Yokosuka. Découverte de la Bombe M.I.D.A.S et du Projet Imaginary Number.